# مسجد زاغان باشا
مسجد زاغان باشا، هو مسجد تاريخي يقع في باليكسير شمال غرب تركيا، تم بناء المسجد عام 1461 على يد زاغان باشا، القائد العسكري العثماني.

## التاريخ
بني المسجد عام 1461 على يد زاغان باشا، وهو عبارة عن مجمع يتكون من قبر وحمام. تم تدمير المسجد والمقبرة في عام 1897، وأعيد بناؤهما في عام 1908.
يعتبر أكبر مسجد في باليكسير، وله قبة رئيسية واحدة تحيط بها أربع قباب جانبية تفصل بينها قباب، يتم الدخول إلى المسجد من خلال أبواب خشبية مزدوجة الجناحين في الشمال والغرب والشرق، له رواق ذو سقف مائل من الخشب المطلي بالرصاص، وتقع المئذنة في الركن الشمالي الغربي من المبنى. 
أثناء زيارته إلى باليكسير في 7 فبراير 1923، بعد وقت قصير من انتهاء الحرب التركية، ألقى مصطفى كمال أتاتورك، المعروف آنذاك باسم غازي مصطفى كمال باشا، (خطبة) والتي اشتهرت باسم (خطبة باليكسير) في المسجد.